# Pristichampsus
Pristichampsus (uit het Grieks: πρῐστῐς prístis, 'zaag' en Grieks: χαμψαι champsai, 'krokodil') is een geslacht van uitgestorven krokodilachtigen uit Frankrijk en mogelijk ook uit Kazachstan, dat deel uitmaakt van de monotypische familie Pristichampsidae. Aangezien de typesoort Pristichampsus rollinatii was gebaseerd op onvoldoende materiaal toen beschreven in 1831 en 1853, is de taxonomische status van het geslacht twijfelachtig, en andere soorten zijn verwezen naar andere geslachten, voornamelijk Boverisuchus. De reptielen leefden in het Paleoceen en het Eoceen. Pristichampsus kon waarschijnlijk op de achterpoten lopen bij hogere snelheden. Dit zou hem de enige bipedale krokodilachtige maken op uitzondering van Gracilisuchus, een der oudste krokodillen.
Pristichampsus werd ongeveer drie meter lang en leefde in Europa, Noord-Amerika en Azië. Het was een carnivoor die voornamelijk leefde van zoogdieren die zich toen begonnen te ontwikkelen. Pristichampsus was een landdier en had langere poten dan hedendaagse krokodillen en kon goed rennen. Pristichampsus leefde samen met verscheidene soorten zoogdieren waaronder de primaat Darwinius, de Leptictidium en het vroege paardje Hyracotherium, andere krokodilachtigen zoals Asiatosuchus, Diplocynodon en Hassiacosuchus en de reuzenvogel Gastornis.

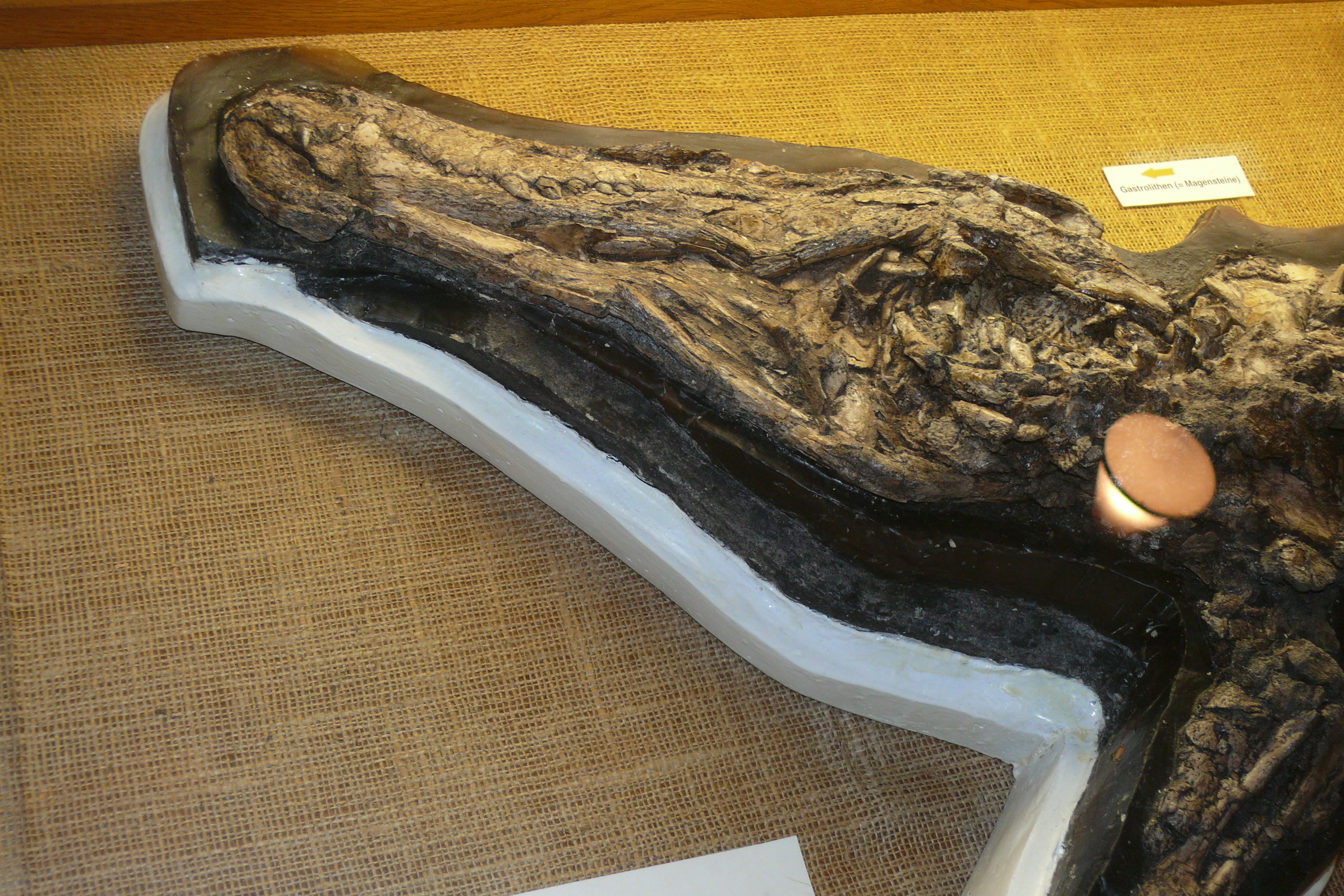
Een schedel van Pristichampsus in het Geisel Valley museum.

## Geschiedenis
Pristichampsus werd voor het eerst beschreven en benoemd in 1831 als Crocodylus rollinati door John Edward Gray op basis van overblijfselen uit het Lutetien van Frankrijk. Paul Gervais (1853) kende deze soort toe aan zijn eigen geslacht, waardoor de nieuwe combinatie Pristichampsus rollinati ontstond. Andere soorten zijn naar dit geslacht verwezen. De geslachten Boverisuchus en Weigeltisuchus uit het Lutetien van Duitsland en Limnosaurus uit Noord-Amerika werden synoniem gemaakt met Pristichampsus en hun typesoort werd eraan toegewezen. Langston (1975) ontdekte dat Limnosaurus gebaseerd was op niet-diagnostische overblijfselen en beschouwde het daarom als een nomen dubium in zijn eigen geslacht. Hij wees Crocodylus vorax ook opnieuw toe naar Pristichampsus. Efimov (1988) noemde twee extra soorten Pristichampsus, Pristichampsus birjukovi en Pristichampsus kuznetzovi uit het Midden-Eoceen van Oost-Kazachstan. Na een herziening van het geslacht Pristichampsus door Brochu (2013), bleek Pristichampsus rollinati gebaseerd te zijn op onvoldoende diagnostisch materiaal en is daarom een nomen dubium. Boverisuchus werd hersteld als een geldig geslacht en de soort Weigeltisuchus geiseltalensis werd beschouwd als synoniem met Boverisuchus magnifrons. Brochu (2013) wees Pristichampsus vorax ook opnieuw toe als de tweede soort van Boverisuchus. Volgens Brochu (2013) kan materiaal uit het midden van het Eoceen van Italië en Texas andere soorten Boverisuchus vertegenwoordigen.